# Діана Бурбон-Пармська
Діана Маргарита Бурбон-Пармська (фр. Diane Margherita of Bourbon-Parma; 22 травня 1932, Париж — 4 травня 2020, Гамбург) — французька аристократка з Дому Пармських Бурбонів, принцеса із кадетської гілки іспанської королівської родини.

## Життєпис
Принцеса Діана Маргарита Бурбон-Пармська народилась 22 травня 1932 року у Парижі. Її батько — принц Гайтано Бурбон-Пармський (1905—1958), наймолодший з дітей герцога Роберта I Пармського та інфанти Марії Антонії Португальської. Її мати — принцеса Маргарита фон Турн-і-Таксіс (1909—2006), наймолодша дитина принца Алессандро, 1-го герцога Кастель-Дуїно та принцеси Марії де Лінь.
15 березня 1955 року вона вступила у шлюб з принцем Францем Йозефом Губертусом Марією Майнардом Міхаелем Гогенцоллерн-Зігмарінгеном (1926—1996), сином голови династії принца Фрідріха Вільгельма та принцеси Маргарити (до шлюбу принцеси Саксонської), на громадянській церемонії у Лондоні. 16 квітня 1955 року вони провели католицьку церемонію в Краухенвісі. 2 червня 1957 року вона народила сина Олександра. Пара розлучилася 1961 року після того, як з'ясувалося, що принц не був біологічним батьком Олександра. Розлучення було завершено 19 січня 1961 року у Штутгарті.
21 березня 1961 року вступила у шлюб з батьком свого сина Ганса Йоахимом Оєнміхеном (нар. 1920) у Штутгарті. У шлюбі народила ще сина Гайтано та дочку Марію. Шлюб був освячений у католицькій церкві 1992 року. Її перший шлюб було офіційно анульовано католицькою церквою 17 січня 1980 року. Другий чоловік помер 1995 року.
Принцеса Діана Бурбон-Пармська померла 4 травня 2020 року у Гамбурзі в 87-річному віці. Причиною смерті стали ускладнення, викликані коронавірусним захворюванням COVID-19. Таким чином, вона стала другою особою з королівської родини, яка померла з цієї причини, — після її двоюрідної сестри принцеси Марії Терези Бурбон-Пармської, яка померла 26 березня 2020 року.